# Pio Sodalício das Damas de Caridade de Caxias do Sul

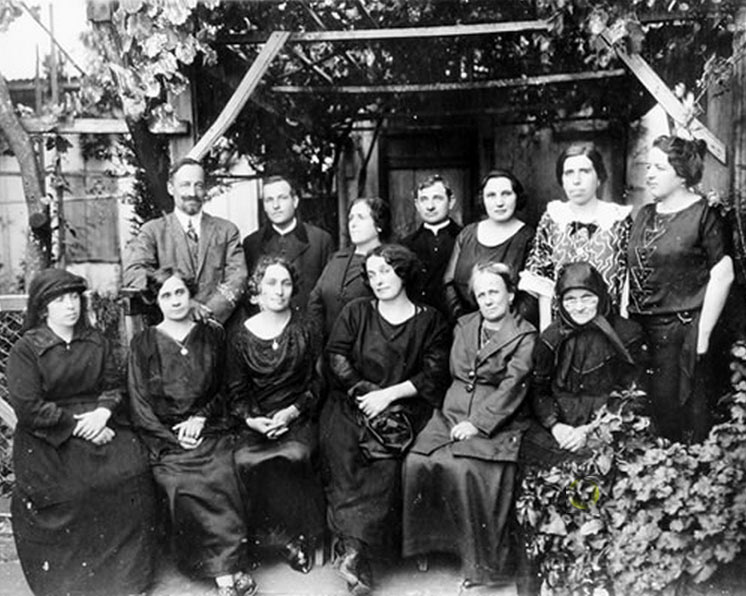
Uma das primeiras Diretorias das Damas de Caridade. Só foram identificados com segurança, na fila de trás, de pé, o padre João Meneguzzi, o segundo da esquerda para a direita, e Santina Amoretti Sartori, a última dama à direita, e na fila da frente, sentadas, Amazilia Penna de Moraes, Ignez Parolini Thompson e Teresa Paternoster Rossi, respectivamente a segunda, a quarta e a última da esquerda para a direita.

O Pio Sodalício das Damas de Caridade de Caxias do Sul é uma entidade filantrópica brasileira de longa e relevante trajetória na história de Caxias do Sul e região. É mais conhecida como Damas de Caridade ou Pio Sodalício.
A entidade nasceu com o nome de Associação Damas de Caridade, fundada em 12 de agosto de 1913 sob a tutela da Igreja, representada pelo pároco da Matriz, o padre João Meneguzzi, e reunindo um grupo de senhoras da sociedade local que já antes haviam colaborado para angariar recursos a fim de construir o altar-mor da Matriz. As Damas tinham como objetivos estatutários promover a fé cristã e socorrer os pobres e desvalidos, especialmente no aspecto da saúde. A primeira Diretoria ficou composta por Amazilia Penna de Moraes, esposa do então intendente José Penna de Moraes, na função de presidente honorária; o padre Meneguzzi como diretor espiritual, Ignez Parolini Thompson como presidente, Santina Amoretti Sartori como tesoureira e a irmã Felicità como secretária. O Conselho foi composto por Teresa Paternoster Rossi, Carolina Sartori Bonalume, Giovanetta Corso, Angela Spinato, Maria Filipini, Domenica Sartori, Elisa Eberle, Basílica Brandt, Teresa Corso, Fiorentina Iotti, Angela Canalli, Orsolina Lavra Pinto, Rosa dal Canale e Júlia Fochesatto.
As Damas inicialmente atendiam os doentes e moribundos indo até suas casas, cuidando muitas vezes até da limpeza doméstica, mas logo se entendeu que seria mais adequado reunir os necessitados de ajuda em um hospital. Foi adquirido um grande casarão, o Palacete Rosa, que serviu como o primeiro hospital. Logo em seguida, a associação comprou por 20 contos de réis um pequeno hospital já em atividade, a Casa de Saúde pertencente aos médicos Cesar Merlo e Henrique Fracasso, e mais dois prédios vizinhos, dando a estrutura necessária para que se reorganizasse o atendimento em um local mais equipado e amplo, o embrião do atual Hospital Nossa Senhora de Pompéia, inaugurado em 24 de junho de 1920, com o ilustre cirurgião Rômulo Carbone como diretor e um corpo funcional composto de médicos contratados e enfermeiras religiosas, as irmãs de São José, que também colaboravam administrativamente. O Sodalício participou da criação do Patronato Agrícola em 1927-1928.
Desde então o Hospital Pompéia tem sido o centro da atenção das Damas de Caridade. Nos anos 40 a antiga sede do Hospital foi transferida para um edifício muito maior, com instalações modernizadas, localizado ao lado da sede antiga. Por determinações canônicas, nos anos 60 o nome da associação mudou para Pio Sodalício das Damas de Caridade de Caxias do Sul, que mantém até o presente. Em 1963 o Pio Sodalício foi declarado de utilidade pública pela Municipalidade.

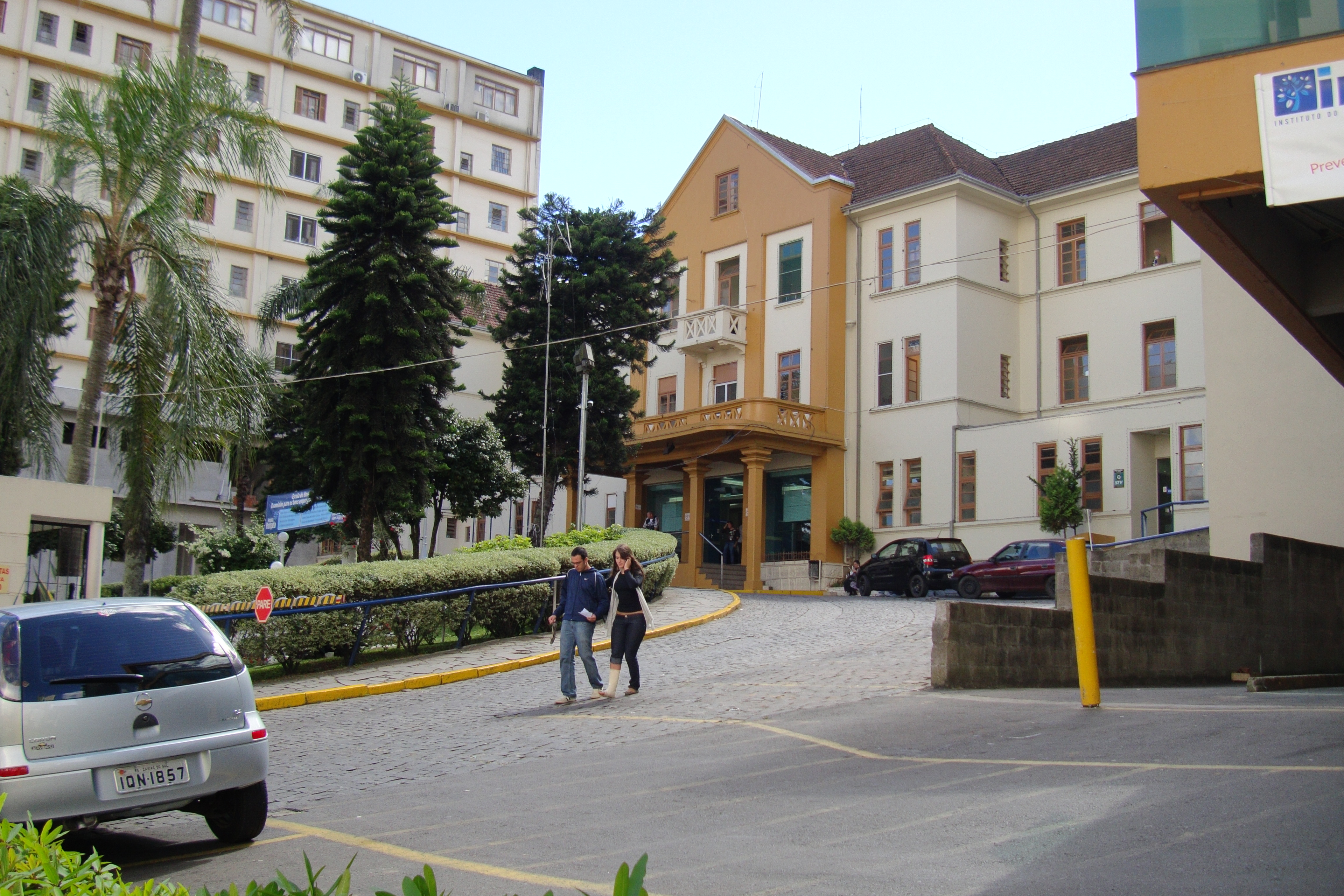
Entrada principal do Hospital Pompéia no prédio dos anos 40 com o grande anexo à esquerda.

Ao longo dos anos as Damas de Caridade conquistaram sucessivos melhoramentos, tanto nas instalações, construindo um outro e grande edifício como anexo, e no quadro de pessoal, mas a instituição passou por várias crises, efeitos da instabilidade e precariedade crônica da área da saúde no Brasil.  Mesmo assim, a importância da atividade da associação mantenedora foi desde o início reconhecida na comunidade, pois desde a fundação o Hospital Pompéia tem uma abrangência regional, e preserva até hoje o seu caráter filantrópico, atendendo vasta população carente. Disse o padre Ernesto Brandalise, historiador da paróquia da Matriz (hoje a Catedral de Caxias do Sul): “Só Deus sabe quanta caridade foi feita. Todas as diretorias foram incansáveis e dedicavam grande parte do dia ao Hospital. [...] Graças a estas Damas temos, com o apoio da autoridade eclesiástica, este monumento que orgulha Caxias do Sul”.
Com a retirada das irmãs josefinas, a administração passou para leigos, e o papel do Pio Sodalício passou a se voltar mais para as ações sociais, confeccionando enxovais para mães pobres e organizando um brechó, cujas vendas revertem para a entidade. As Damas também se ocupam com o conforto espiritual dos pacientes e dos funcionários, organizando grupos de oração e aconselhamento, além de fazerem doações de material hospitalar para o Hospital.
Hoje o Hospital Pompéia continua sendo uma referência regional em saúde, recebendo pacientes de 49 municípios no entorno de Caxias, e o Pio Sodalício é uma organização que tem a simpatia de toda a comunidade. Em 2012 o Pio Sodalício, junto com o Hospital, recebeu da Câmara dos Deputados do Brasil o Prêmio Doutor Pinotti - Hospital Amigo da Mulher, outorgado "a entidades governamentais e/ou não governamentais cujos trabalhos ou ações merecem especial destaque pela promoção do acesso e pela qualificação dos serviços de Saúde da mulher". No 100º aniversário da fundação do Hospital, o jornal Pioneiro publicou um especial em sua homenagem, as Damas foram homenageadas em conjunto com o Hospital pela Assembleia Legislativa do Estado, a presidente do Pio Sodalício, na época Maria Teresa Spalding Verdi, recebeu a Medalha da 53ª Legislatura, e Francisco Soares Ferrer, o superintendente da instituição hospitalar, recebeu uma placa. Na ocasião, a deputada Marisa Formolo disse:
"Estamos convictas de que não conseguiremos agradecer e homenagear a todos e a todas como merecem. Pedimos que Nossa Senhora de Pompéia retribua o carinho dedicado pelos profissionais e voluntários do hospital aos pacientes que passaram pela entidade.  Às mulheres que hoje atuam no Pio Sodalício, à direção, colaboradores  voluntários e amigos do Pompéia, desejamos sucesso no desafio de manter o pioneirismo, a inovação e a solidariedade na área da saúde, priorizando os mais pobres".